# SkyBahamas Airlines
SkyBahamas é uma companhia aérea regional com sede em Nassau, Bahamas.
A companhia opera voos regulares para cidades de: Bimini, Exuma, Freeport, Marsh Harbour, New Bight, New Providence e Ft. Lauderdale, Flórida.

## Frota
A frota da SkyBahamas inclui as seguintes aeronaves:
- 2 Saab 340A
- 1 Beechcraft 1900D (retirado)